# Under the Influence (canção de Chris Brown)
"Under the Influence" é uma canção do cantor americano Chris Brown, lançada na versão estendida de seu nono álbum de estúdio, Indigo, que foi lançado em 4 de outubro de 2019, pela RCA Records. A canção foi escrita por Brown junto com o cantor nigeriano Davido, o produtor Kiddominant e Tiffany Mckie.
Under the Influence ganhou grande popularidade em 2022, tornando-se viral em vídeos nas redes sociais como o TikTok e Instagram. Posteriormente, foi lançado oficialmente como single e disponibilizada nas rádios. Under the Influence obteve grande sucesso em diversos países, alcançando o top dez em mais de 20 países entre 2022 e 2023, incluindo Reino Unido, Austrália, Índia e Nova Zelândia, enquanto alcançou a 12ª posição na Billboard Hot 100 dos EUA. O nome da música foi usado como nome da turnê de Brown pela Europa em 2023.

## Vídeo Clipe
O videoclipe de "Under the Influence" foi dirigido pelo artista visual Child e lançado oficialmente no YouTube em 20 de outubro de 2023. O clipe foi gravado em um visual que remete um armazém abandonado e apresenta Brown cercado por dançarinas, que realizam movimentos sensuais sugestivos ao seu redor.

## Desempenho Comercial
Apesar de não ter sido lançada inicialmente como single, "Under the Influence" se tornou um hit viral em 2022 via TikTok. Durante o verão de 2022, "Under the Influence" entrou nas paradas de muitos países pela primeira vez, alcançando o top dez na Austrália, Luxemburgo, Grécia, Malásia, Nova Zelândia, África do Sul, Filipinas, Cingapura, Eslováquia, Suíça e Reino Unido. A música estreou na posição 36 na Billboard Hot 100 dos EUA na semana de 24 de setembro de 2022, três anos após seu lançamento.  Com "Under the Influence", Brown se tornou o primeiro cantor de R&B da história a ter mais de cinquenta hits no top 40 da Billboard Hot 100.  A música alcançou a posição número 3 na Billboard Global 200, tornando-se o primeiro top dez de Brown na parada Global 200 desde que a parada foi criada em 2020.  A música liderou a parada R&B/Hip-Hop Airplay, tornando-se a décima música número um de Brown na parada.  "Under the Influence" alcançou pela primeira vez o primeiro lugar na parada Top 100: Global da Apple Music em meados de setembro de 2022. 
Em 17 de maio de 2023, "Under the Influence" se tornou a segunda música de Brown com maior permanência nas paradas, sem participação especial, com 35 semanas. A música ultrapassou a locação de 33 semanas de Forever" de 2008. A música também é o single de Brown com maior permanência nas paradas desde seu single de estreia de 2005, " Run It!" (que ficou na Hot 100 por 38 semanas).  "Under the Influence" foi a décima música mais ouvida nas rádios dos EUA no primeiro semestre de 2023, com um total acumulado de 1,142 bilhão de impressões de audiência em todos os formatos monitorados pelo Luminate.  "Under The Influence" foi a primeira música de Brown a atingir um bilhão de streams no Spotify. 

## Paradas

### Paradas Semanais
| Chart (2022–2023)                                  | Peak position |
| -------------------------------------------------- | ------------- |
| Australia (ARIA)                                   | 5             |
| Áustria (Ö3 Austria Top 75)                        | 16            |
| Bélgica (Ultratop 50 da Valônia)                   | 48            |
| Canadá (Canadian Hot 100)                          | 13            |
| República Checa (Singles Digitál Top 100)          | 16            |
| Denmark (Tracklisten)                              | 17            |
| França (SNEP)                                      | 20            |
| Alemanha (Offizielle Deutsche Charts)              | 12            |
| Mundo (Billboard Global 200)                       | 3             |
| Greece International (IFPI)                        | 2             |
| Hungria (Single Top 40)                            | 8             |
| Hungria (Stream Top 40)                            | 19            |
| Iceland (Plötutíðindi)                             | 24            |
| India International Singles (IMI)                  | 1             |
| Irlanda (IRMA)                                     | 14            |
| Italy (FIMI)                                       | 66            |
| Lebanon (OLT20)                                    | 10            |
| Lithuania (AGATA)                                  | 21            |
| Luxembourg (Billboard)                             | 7             |
| Malaysia International (RIM)                       | 2             |
| MENA (IFPI)                                        | 12            |
| Netherlands (Dutch Top 40 Tipparade)               | 6             |
| Países Baixos (Single Top 100)                     | 24            |
| New Zealand (Recorded Music NZ)                    | 2             |
| Norway (VG-lista)                                  | 31            |
| Philippines (Billboard)                            | 3             |
| Polónia (Polish Airplay Top 100)                   | 45            |
| Portugal (AFP)                                     | 5             |
| Romania (Billboard)                                | 19            |
| Singapore (RIAS)                                   | 7             |
| Slovakia (Singles Digitál Top 100)                 | 6             |
| South Africa (RISA)                                | 2             |
| Suriname (Nationale Top 40)                        | 14            |
| Sweden (Sverigetopplistan)                         | 29            |
| Suíça (Schweizer Hitparade)                        | 4             |
| UAE (IFPI)                                         | 19            |
| Reino Unido (UK Singles Chart)                     | 7             |
| Reino Unido (OCC UK R&B)                           | 2             |
| Estados Unidos (Billboard Hot 100)                 | 12            |
| Estados Unidos (Billboard Adult R&B Songs)         | 19            |
| Estados Unidos (Billboard Adult Top 40)            | 38            |
| Estados Unidos (Billboard Dance/Mix Show Airplay)  | 29            |
| Estados Unidos (Billboard R&B/Hip-Hop Songs)       | 3             |
| Estados Unidos (Billboard Mainstream Top 40)       | 10            |
| Estados Unidos (Billboard Hot R&B/Hip-Hop Airplay) | 1             |
| Estados Unidos (Billboard Rhythmic)                | 1             |
| Vietnam (Vietnam Hot 100)                          | 52            |